# Aguinaldo Braga
Aguinaldo Braga (Moeda, 9 agosto 1974) è un ex calciatore brasiliano naturalizzato macedone, di ruolo centrocampista.